# سعید یعقوبی
سعید یعقوبی کُردسُفلی از مردم معترض در جریان خیزش سراسری ایران بود. وی در پروندهٔ خانه اصفهان و با اتهام محاربه در ۲۹ اردیبهشت ۱۴۰۲ اعدام شد. صالح میرهاشمی بلطاقی و مجید کاظمی شیخ شبانی نیز در ارتباط با همین پرونده اعدام شده‌اند. اجرای حکم اعدام در حالی انجام گرفته‌است که در چند روز منتهی به اعدام —چه در داخل و چه در خارج از کشور— چهره‌های شناخته‌شده و نهادهای حقوق بشری خواستار توقف آن‌ها شده بودند و مردم برای جلوگیری از این اعدام‌ها در برابر زندان دستگرد تجمع کرده بودند.

## پیش از اعدام
حکم اعدام وی و دو متهم دیگر در دیوان عالی جمهوری اسلامی تأیید شده بود.

### انتقال به انفرادی
صالح میرهاشمی و سعید یعقوبی به بخشِ انفرادیِ زندانِ دستگرد منتقل شده‌بودند و مجید کاظمی شیخ‌شبانی نیز از روز جمعه در انفرادی بود.

### پخش اعترافات تلویزیونی
پخش اعترافات تلویزیونی، روشی معمول در نظام جمهوری اسلامی ایران است که معمولاً پیش از اعدام متهم انجام می‌گیرد تا اثر منفی اعدام او را در سطح افکار عمومی کاهش دهد. مجید کاظمی نیز —همچون دو متهم دیگر پروندهٔ خانه‌اصفهان—در مقابل دوربین اعتراف می‌کند. حکومت ایران، سابقه‌ای طولانی در پخش اعترافات اجباری تحت شکنجه از متهمان دارد.

## اعتراض‌ها به حکم اعدام
- تجمع مردم در مقابل زندان

پس از اعلام حکم دیوان عالی کشور و پخش اعترافات اجباری و انتقال آن‌ها به بخش انفرادی، خانواده‌ها و بخشی از مردم با بیم اعدام قریب‌الوقوع آنها و با هدف اعتراض و جلوگیری از این اعدام‌ها، در مقابل زندان تجمع کردند.
شامگاه یکشنبه، ۲۴ اردیبهشت با انتشار توییتی از سوی محمد هاشمی (پسرخاله مجید کاظمی)، مبنی بر احتمال اعدام او و دو معترض دیگر پروندهٔ خانه‌اصفهان، جمعی از مردم اصفهان برای جلوگیری از این اعدام‌ها، مقابل زندان دستگرد تجمع کردند. در این توییت، پسرخاله مجید کاظمی نوشته بود: بر اساس «اطلاعاتی که به دست او رسیده» قرار است بامداد دوشنبه، ۲۵ اردیبهشت «با اذان صبح» این سه معترض اعدام شوند.
تجمع در برابر زندان مرکزی اصفهان از ساعات پایانی یکشنبه‌شب آغاز شد. بنا بر ویدیوهای منتشرشده در شبکه‌های اجتماعی، جمعی از مردم اصفهان با خودرو در اطراف زندان مرکزی حضور پیدا کردند و با بوق‌های ممتد و راه‌بندان، خواستار توقف اجرای حکم شدند. ویدیوهای منتشرشده نشان می‌دهد که جمعیت حاضر مقابل زندان دستگرد با هم فریاد می‌زنند: «این آخرین پیامه، اعدام کنید قیامه».
- اعتراض گروهی از حقوقدانان و وکلا

گروهی از حقوقدانان و وکلای دادگستری در نامه‌ای به رئیس قوه قضاییه جمهوری اسلامی و قضات دیوان عالی کشور، ضمن «اخطار جدی در مورد نقض گسترده قوانین موجود در روند رسیدگی به پرونده‌های شهروندان معترض»، خواستار توقف فوری اجرای مجازات اعدام در همه موارد به ویژه سه متهم پرونده «خانه اصفهان» شدند.
- ترانه علیدوستی روز چهارشنبه در اینستاگرام از سازمان ملل متحد و شورای حقوق بشر این نهاد بین‌المللی خواسته بود برای توقف حکم اعدام سه معترض پرونده خانه اصفهان اقدام کنند.[۱۳]

## پس از اعدام
پس از اجرای حکم اعدام متهمان پرونده موسوم به «خانه اصفهان» از بامداد جمعه ۲۹ اردیبهشت، فشارها بر خانوادهٔ آنها افزایش یافت. دو برادرِ مجید کاظمی با ضرب‌وشتم بازداشت شدند و خواهرِ آنها نیز درحالِ پیگیریِ وضعیتِ آنها بازداشت شد. مادر صالح میرهاشمی هم روز شنبه در یک فایل صوتی اعلام کرده بود که نیروهای حکومتی به همسرش دستبند زدند و اجازه گرفتن مراسم به آن‌ها ندادند.